# Алгебраїчна незалежність
Алгебраїчна незалежність — поняття теорії розширень полів. Нехай {\displaystyle L} - деяке розширення поля {\displaystyle K}. Елементи {\displaystyle \alpha _{1},\ldots ,\alpha _{n}} називаються алгебраїчно незалежними, якщо для довільного не тотожно рівного нулю многочлена {\displaystyle P(x_{1},\ldots ,x_{n})} з коефіцієнтами з поля {\displaystyle K}
{\displaystyle P(\alpha _{1},\dots ,\alpha _{n})\neq 0}.
У іншому випадку елементи {\displaystyle \alpha _{1},\ldots ,\alpha _{n}} називаються алгебраїчно залежними. Нескінченна множина елементів називається алгебраїчно незалежною, якщо незалежною є кожна її скінченна підмножина, і залежною в іншому випадку. Визначення алгебраїчної незалежності можливо поширити на випадок, коли {\displaystyle L} — кільце і {\displaystyle K} — його підкільце.

## Приклад
Підмножина {\displaystyle \{{\sqrt {\pi }};2\pi +1\}} поля дійсних чисел {\displaystyle \mathbb {R} } не є алгебраїчно незалежною над полем {\displaystyle \mathbb {Q} }, оскільки многочлен {\displaystyle P(x_{1},x_{2})=2x_{1}^{2}-x_{2}+1} є нетривіальним з раціональними коефіцієнтами і {\displaystyle P({\sqrt {\pi }},2\pi +1)=0}.